# Epidendrum caeciliae
Epidendrum caeciliae är en orkidéart som beskrevs av Pedro Ortiz Valdivieso och Eric Hágsater. Epidendrum caeciliae ingår i släktet Epidendrum och familjen orkidéer. Inga underarter finns listade i Catalogue of Life.